# Thái Ninh, Tam Minh
Thái Ninh (tiếng Trung: 泰宁县, Hán Việt: Thái Ninh huyện) Là một huyện của thành phố Tam Minh (三明市), tỉnh Phúc Kiến, Cộng hòa Nhân dân Trung Hoa. Huyện này có diện tích 1535 km2, dân số 130.000 người, mã số bưu chính 354400. Huyện lỵ Thái Ninh đóng tại trấn Sam Thành. Huyện Thái Ninh được chia thành 3 trấn,8 hương.